# عين غانم (أولاد حجاج)
عين غانم هو دُوَّار يقع بجماعة غياتة الغربية، إقليم تازة، جهة فاس مكناس في المملكة المغربية. ينتمي الدوّار لمشيخة أولاد حجاج التي تضم 24 دوار. يقدر عدد سكانه بـ 163 نسمة حسب الإحصاء الرسمي للسكان والسكنى لسنة 2004.

## روابط خارجية
- البوابة الوطنية للجماعات الترابية نسخة محفوظة 12 مارس 2018 على موقع واي باك مشين.
- المندوبية السامية للتخطيط